# Tylmanowa
Tylmanowa – wieś w Polsce, położona w województwie małopolskim, w powiecie nowotarskim, w gminie Ochotnica Dolna.

## Położenie
Wieś rozciąga się na przestrzeni kilku kilometrów w dolinie Dunajca, przy drodze wojewódzkiej nr 969 Nowy Targ – Krościenko – Nowy Sącz. Położona pomiędzy gorczańskim pasmem Lubania i Beskidem Sądeckim.
| przysiółki | Brzezie |
| części wsi | Bliszcze, Brzegi, Buciorówka, Chlebki, Cyrchla, Czeczugi, Gabrysie, Gąszcze, Górki, Górzany, Grzebaki, Hardopadły, Jurki, Kaletówka, Kąt, Klępy, Kliniec, Kłodne, Kolebisko, Kotelnica, Kozielce, Kozuby, Króle, Królowo, Księżaki, Ligasy, Lachówka, Łęg Dolny, Łęg Górny, Łukowie, Łupienie, Makowica, Masztalerze, Maziarzówka, Miazgi, Morciakówka, Obidza, Padół, Paluchy, Piszczki, Płaśnie, Połanki, Potok, Rzeka, Stachówka, Talafusy, Wybrańce, Zabaście, Zagonie, Zaziąbły, Ziemianki |

## Historia
Wieś założona przez niemieckiego zasadźcę Piotra Tylmana w 1336 roku. Wieś była lokowana na surowym korzeniu przez Salomeę, przełożoną klasztoru klarysek w Starym Sączu, która przekazała pas lasu klasztornego na założenie nowej wsi. Była to jedna z wielu miejscowości zakładanych na obszarze Gorców w okresie po III najeździe mongolskim z 1287 r., gdy cały region został splądrowany. Tylmanowa jako wieś królewska w drugiej połowie XVI wieku znajdowała się w powiecie sądeckim województwa krakowskiego i należała do tenuty czorsztyńskiej. W latach 1975–1998 miejscowość administracyjnie należała do województwa nowosądeckiego.

## Zabytki
Obiekty wpisane do rejestru zabytków nieruchomych województwa małopolskiego.
- Dwór;
- kościół pw. św. Mikołaja.

## Turystyka
Nieopodal osiedla Rzeka, poniżej ujścia Ochotnicy istnieje na Dunajcu tor do kajakarstwa górskiego.
20 maja 2019 roku w Szpitalu Uniwersyteckim w Krakowie urodziły się pierwsze w historii Polski sześcioraczki, których rodzice zamieszkują w Tylmanowej.

## Galeria zdjęć

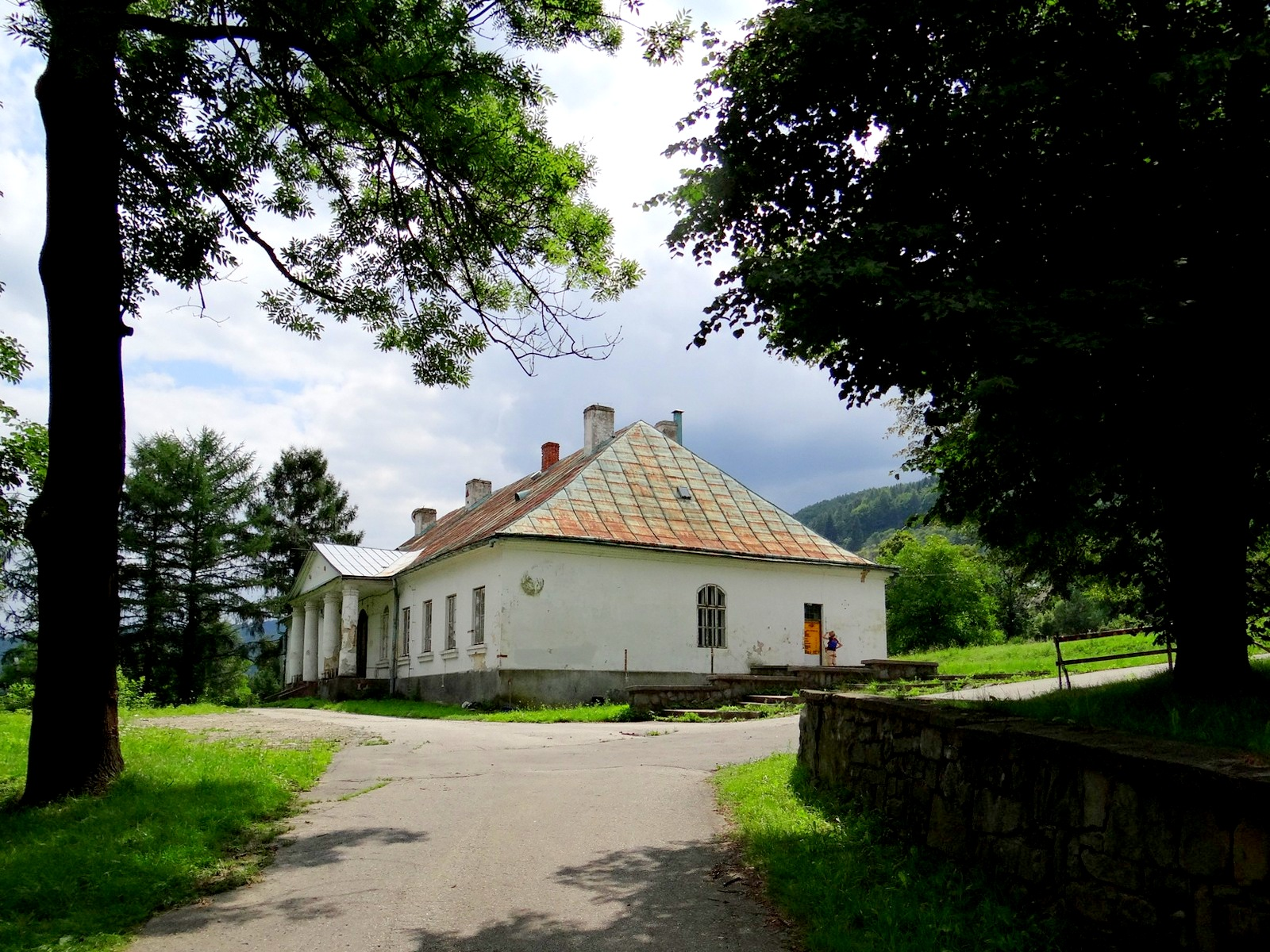
Dwór Berskich z 1840 r.
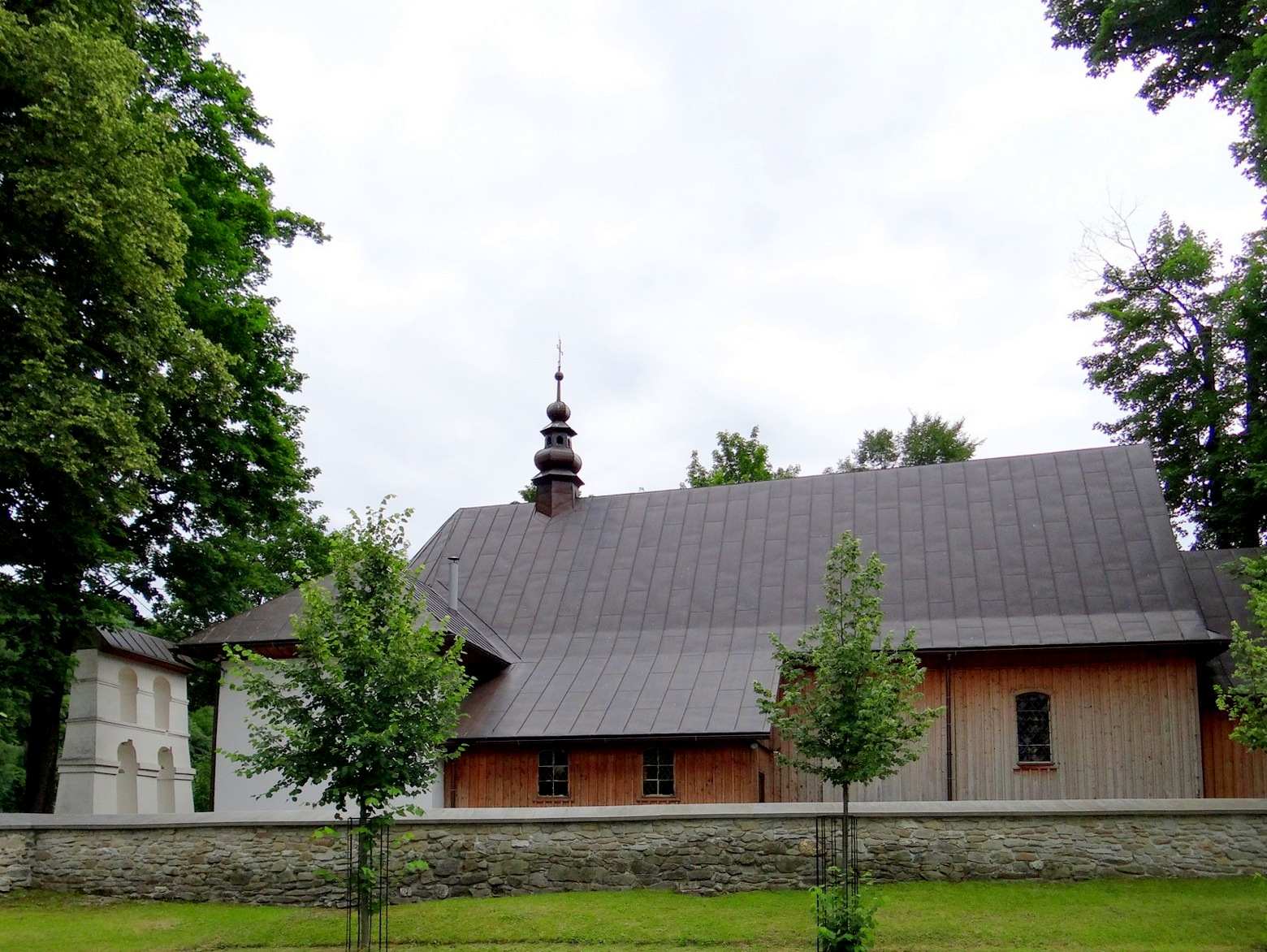
Kościół św. Mikołaja
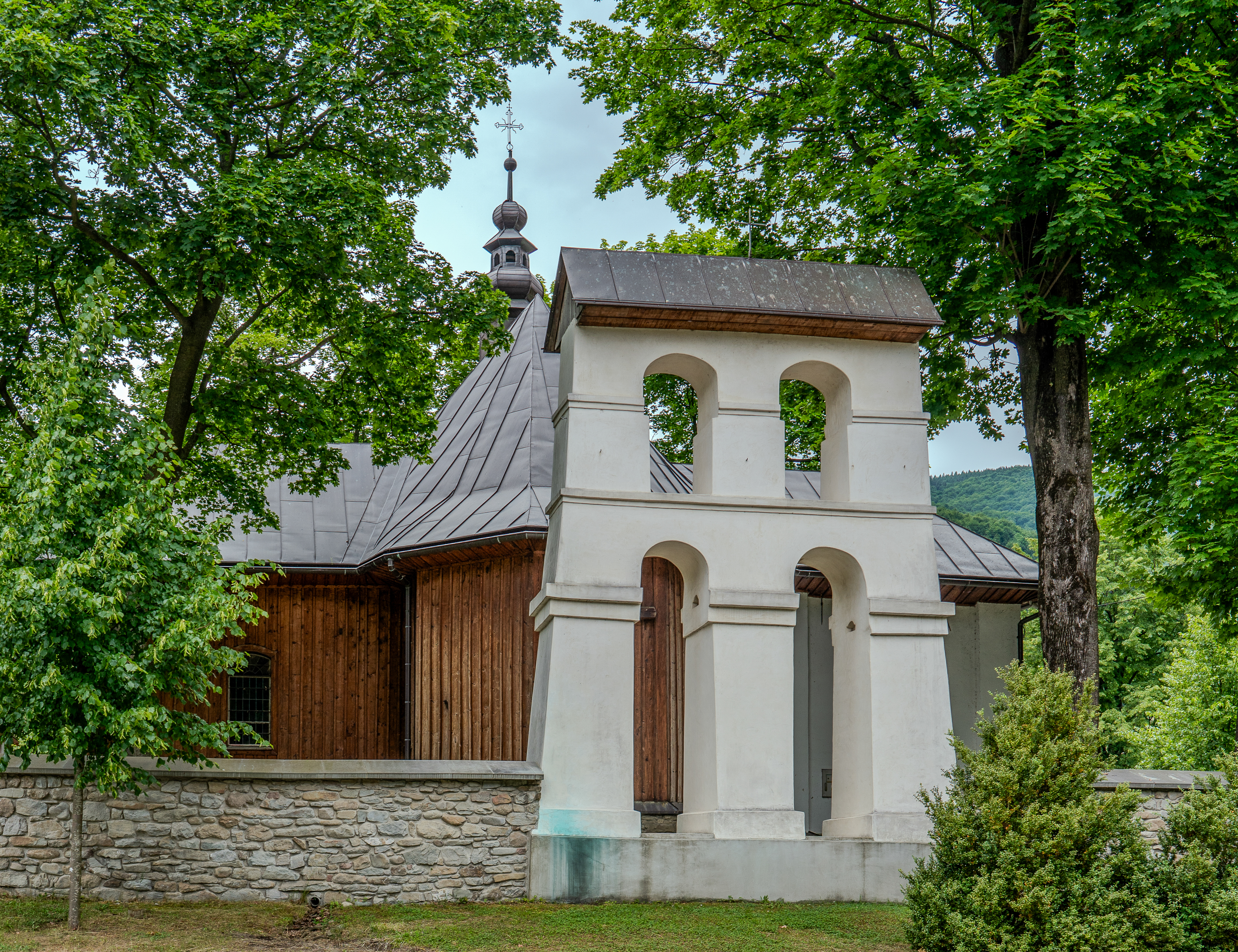
Dzwonnica parawanowa